# Teofillin
A teofillin (INN: theophylline) vagy dimetil-xantin egy metilxantin szerkezetű gyógyszeranyag, melyet légúti betegségek, úgymint krónikus obstruktív tüdőbetegség és asztma kezelésére használnak. Neve a tea és a görög phyllon (φύλλον = falevél, lomb) szóból származik.
Szerkezete hasonlít a koffeinéhez. A teában is megtalálható csekély mennyiségben (~1 mg/l),
ami sokkal kisebb a terápiás adagnál.
A VIII. Magyar Gyógyszerkönyvben  Theophyllinum     néven hivatalos.  

## Hatásai
A teofillin hatásában számos mechanizmus szerepét tételezik fel, így pl. a ciklikus nukleotid-foszfodiészteráz gátlása, amely az intracelluláris cAMP szintjének emelkedését váltja ki.  A teofillinnek ezenkívül számos szerepe van az intracelluláris kalcium transzlokációja, az adenozid (A1 és A2 receptorok) kompetitív antagonistája és endogén katekolaminok felszabadítása.
A teofillin a tüdőarteriolák tágítása mellett tágítja a koronáriákat, csökkenti a perifériás ér-ellenállást és a vénás nyomást és csökkenti a hízósejtekből a bronchconstrictor hatású mediátorok felszabadulását. A koffein, teobromin, teofillin sorozatban a leggyengébb izgató hatású, viszont a legerősebb vizelethajtó vegyület. Furcsán hat a légzésre, a bronchusok simaizomsejtjeit ernyeszti el, míg a központi idegrendszert, a szívműködést, valamint a vizeletkiválasztást fokozza. A teofillin továbbá a tüdő ereinek a vasodilatatioját okozza, stimulálja a mukociliaris clearence-t, és gátolja a hízósejtek közvetítőanyagainak a felszabadulását.
A teofillin direkt relaxáns hatással van a légzőrendszer simaizomzatára, így csökkenti-feloldja az asztmás rohamokat, növeli a légzőrendszer áteresztőképességét. A teofillin tágítja a tüdőarteriolákat, csökkenti a pulmonaris hipertenziót, illetve az alveolaris CO2-nyomást.  A központi idegrendszerben a teofillin stimulálja a vasomotor- és a vagus centrumokat, csökkenti a medulla légzőközpontjának CO2-érzékenységi szintjét, illetve a neonatalis és Cheyne–Stokes-szindrómában megfigyelt apnoe feloldásával valószínűleg légzőközpontot direkt stimuláló hatással is rendelkezik. A teofillin szűkíti az agyi ereket, a következményes csökkenés a vérátáramlásban, illetve a megnövekedett CO2-tenzió szintén ingerli a légzőközpontot.
A teofillin okozta megnövekedett cardialis output, illetve az efferens és afferens vesearteriolák tágítása megnöveli a glomeruláris filtrációs rátát és a vese vérátáramlását. A teofillin emellett gátolja a Henle-kacs proximális tubulusából való nátrium és klorid reabszorpciót.
A teofillin hatása sok tekintetben hasonló az adrenalinéhoz, különösen a β-adrenerg hatások tekintetében, hatásuk egyes esetekben (kardiális és hyperglikaemiás hatások) ezért szinergista lehet.
Csökkenti a perifériás vascularis rezisztenciát és a vénás nyomást. Coronaria dilatátor és pozitív inotróp hatású, a szív oxigénszükségletét fokozza. Növeli a rekeszizom összehúzódásának erejét és csökkenti fáradékonyságát. Fokozza a diurézis mértékét. Stimulálja a központi idegrendszert, légzési analepticum, psychostimuláns, magas dózisban convulsiót okoz. Magasabb dózisokban pozitív inotrop hatással van a szívizomzatra, illetve pozitív kronotrop hatással van a pitvar-kamrai csomóra.
A teofillin relaxálja a gastrointestinalis rendszer simaizomzatát is és növeli a gyomorszekréciót.
Már a terápiás koncentráció is izgatja a hányásközpontot, a toxikus adagok pedig a központi idegrendszer minden központját ingerlik, s ez gyakran vezet görcsrohamokhoz.

## Mellékhatások
A szernek komoly mellékhatásai vannak. Fejfájás, szédülés, nyugtalanság, remegés, alvási problémák, agyvérzés. A mellékhatások oka, hogy a teofillin akadályozza a szervezetben a piridoxin felhasználását. Ugyanakkor a piridoxin alkalmazása csökkenti a teofillin mellékhatásait, főleg a remegést.

## Történet
A teofillint elsőként tealevelekből vonta ki Albrecht Kossel német biológus 1888-ban
Az anyag szerkezetét  1896-ban azonosította és szintetizálta   Wilhelm Traube német vegyész. Asztma kezelésére elsőként az 1950-es években használták.